# بول سافاج
بول سافاج (بالإنجليزية: Paul Savage)‏ هو موسيقي ومنتج أسطوانات وملحن بريطاني، ولد في 1971 في اسكتلندا في المملكة المتحدة.

## وصلات خارجية
- بول سافاج على موقع ميوزك برينز (الإنجليزية)
- بول سافاج على موقع أول ميوزيك (الإنجليزية)
- بول سافاج على موقع ديسكوغز (الإنجليزية)